# The Guardian (serie televisiva)
The Guardian è una serie televisiva statunitense di genere drammatico e giudiziario prodotta dal 2001 al 2004.
La serie è stata trasmessa in prima visione negli Stati Uniti da CBS, mentre in Italia è stata trasmessa da Canale 5.

## Trama
La serie gira attorno al protagonista, l'avvocato Nick Fallin, membro di un importante e facoltoso studio legale di proprietà del padre, che viene condannato per possesso ed uso di droga a 1500 ore di lavoro presso una comunità di servizi legali a Pittsburgh. Nel corso della storia si evidenzia il contrasto tra il ricco studio legale di provenienza ed il luogo della comunità dove l'avvocato deve scontare la sua pena riabilitativa. Tra questi due mondi così diversi si sviluppano le storie dei vari personaggi ed i loro rapporti, primo tra tutti quello complicato del protagonista col padre. Sono presenti guest star come Farrah Fawcett ed Erik Estrada.

## Personaggi ed interpreti
- Nicholas Fallin (stagioni 1-3), interpretato da Simon Baker, un avvocato condannato per droga ai servizi sociali scontando la pena presso una comunità di servizi legali. Il protagonista è un individuo dai sentimenti repressi il cui lavoro e le cui relazioni personali sono al centro della serie e che si evolveranno con essa.
- Burton Fallin (stagioni 1-3), interpretato da Dabney Coleman, il padre di Nick e socio maggioritario dello studio dove lavora il figlio. Hanno un rapporto piuttosto distaccato per via dei problemi familiari relativi alla defunta moglie, dalla quale si era separato poco prima della sua dipartita e che è la causa principale del contrasto continuo tra padre e figlio.
- Alvin Masterson (stagioni 1-3), interpretato da Alan Rosenberg, direttore dei Servizi Legali di Pittsburgh, dove Nick sconta la sua pena.
- Louise Archer (stagioni 1-3), interpretata da Wendy Moniz, condirettore dei Servizi Legali di Pittsburgh e di fatto il capo di Nick in quella sede, nonché suo interesse amoroso principale.
- Jake Straka (stagioni 1-3), interpretato da Raphael Sbarge, collega nello studio del padre e fondamentalmente la persona che si avvicina di più a quello che dovrebbe essere il migliore amico di Nick.
- James Mooney (stagioni 1-2), interpretato da Charles Malik Whitfield, avvocato che lavora ai Servizi Legali di Pittsburgh, con un passato burrascoso come membro di una gang.
- Amanda Bowles (stagioni 1-2), interpretata da Erica Leerhsen, un'ambiziosa ma coscienziosa associata dello studio di Nicholas, che lascerà proprio a causa della spietatezza e freddezza caratteristica degli affari del suo luogo di lavoro.
- Shannon Gressler (stagioni 1-3), interpretata da Amanda Michalka, è una ragazzina la cui madre, che ricattava Nick, muore in casa sua mettendolo in seri guai. La nonna, che ne prenderà la custodia, salverà Nick dalla prigione in tribunale con la sua testimonianza e dalle accuse formulategli contro.
- Laurie Solt (stagioni 1-3), interpretata da Kathleen Chalfant, un'assistente sociale dedita completamente al suo lavoro che provvede a seguire sempre da vicino Nick.

## Episodi
| Stagione         | Episodi | Prima TV originale | Prima TV Italia |
| ---------------- | ------- | ------------------ | --------------- |
| Prima stagione   | 22      | 2001-2002          | 2004            |
| Seconda stagione | 23      | 2002-2003          | 2005            |
| Terza stagione   | 22      | 2003-2004          | 2006            |